# Prix Goncourt de la biographie
Pour les articles homonymes, voir Goncourt.
L'Académie Goncourt décerne, dès 1980, à Nancy, sa « bourse Goncourt de la biographie » (devenue « prix » en 2009). Le prix est renommé en 2017 Goncourt de la Biographie Edmonde Charles-Roux, ancienne présidente de l'académie Goncourt. Doté de 4 500 € par la municipalité de Nancy et de 3 800 € par le Centre national du livre, le Goncourt de la biographie est attribué par les académiciens lors de leur dernière séance avant l'été et c'est à Nancy qu'ils le remettent solennellement lors d'une cérémonie.

## Liste des lauréats
Les liens dans les titres renvoient aux personnes

### Années 1980
- 1980 : François Mauriac de Jean Lacouture
- 1981 : Victor Hugo de Hubert Juin
- 1982 : Montherlant sans masque de Pierre Sipriot
- 1983 : Madame de Staël de Ghislain de Diesbach
- 1984 : Suzanne Valadon de Jeanne Champion
- 1985 : Laclos ou l'Obstination de Georges Poisson
- 1986 : Cervantes de Jean Canavaggio
- 1987 : Georges Bataille, la mort à l'œuvre de Michel Surya
- 1988 : La Vie de Céline de Frédéric Vitoux
- 1989 : Judith Gautier de Joanna Richardson

### Années 1990
- 1990 : Giono de Pierre Citron
- 1991 : Le Troisième œil, la vie de Nicéphore Niepce d'Odette Joyeux
- 1992 : Lully de Philippe Beaussant
- 1993 : Louise de Vilmorin de Jean Bothorel
- 1994 : Georges Perec: Une vie dans les mots de David Bellos
- 1995 : Les Deux Guitry de Henry Gidel (Lucien et Sacha)
- 1996 : Astolphe de Custine d'Anka Muhlstein
- 1997 : Prévert, les frères de Jean-Claude Lamy (Pierre et Jacques)
- 1998 : Le Roman de Rossel de Christian Liger
- 1999 : Colette de Claude Pichois et Alain Brunet

### Années 2000
- 2000 : Berthe Morisot de Dominique Bona
- 2001 : La Maison du docteur Blanche  de Laure Murat
- 2002 : Pierre Louÿs : Une vie secrète (1870-1925) de Jean-Paul Goujon
- 2003 : Louis Malle de Pierre Billard
- 2004 : Appelez-moi George Sand de Claude Dufresne
- 2005 : Jean Lorrain de Thibaut d'Anthonay
- 2006 : Dominique Aury d'Angie David
- 2007 : J.-K. Huysmans, le forçat de la vie  de Patrice Locmant
- 2008 : Jack London de Jennifer Lesieur
- 2009 : Virginia Woolf de Viviane Forrester

### Années 2010
- 2010 : Madame de Stael de Michel Winock
- 2011 : Malaparte, vies et légendes de Maurizio Serra
- 2012 : Le Roman des Rouart de David Haziot
- 2013 : Jean Renoir de Pascal Mérigeau
- 2014 : Notre Chanel de Jean Lebrun
- 2015 : Moïse fragile de Jean-Christophe Attias
- 2016 : Aragon de Philippe Forest
- 2017 : Dumas fils ou l'Anti-Œdipe de Marianne et Claude Schopp
- 2018 : Salinger intime de Denis Demonpion
- 2019 : Manifeste incertain, volume 7 : Emily Dickinson, Marina Tsvetaieva, l'immense poésie de Frédéric Pajak

### Années 2020
- 2020 : Hugo Pratt, trait pour trait de Thierry Thomas
- 2021 : Paul Morand de Pauline Dreyfus
- 2022 : Léopold Sédar Senghor de Jean-Pierre Langellier
- 2023 : Georges Perec de Claude Burgelin
- 2024 : Madame de Sévigné de Geneviève Haroche-Bouzinac
- 2025 : Cioran ou le gai désespoir de Anca Visdei